# 米哈伊尔· 波利赫罗尼亚德

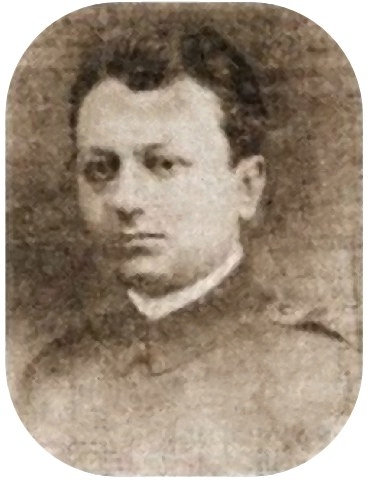
米哈伊尔·波利赫罗尼亚德

米哈伊尔·波利赫罗尼亚德 （羅馬尼亞語：Mihail Polihroniade，1906年9月17日—1939年9月22日至23日）是一位罗马尼亚历史学家和记者。
米哈伊尔·波利赫罗尼亚德出生于布勒伊拉，毕业于布加勒斯特大学法学院，并从事律师工作。最初，他曾是共产主义的支持者，后来转向极右翼并加入了铁卫团。在媒体领域，他撰写了大量的意识形态文章以及关于国际事件的评论。1929年至1930年，他与佩特鲁·科马内斯库（Petru Comarnescu）、约内尔·吉亚努（Ionel Jianu）和康斯坦丁·诺伊卡（Constantin Noica）共同出版了《行动与反应》（Acțiune și reacțiune）杂志；1933年，他指导出版了《轴线》（Axa）杂志。他曾担任《时间》（Vremea）的编辑秘书、《佳音报》（Buna Vestire）的编辑，并为许多刊物撰稿，包括《政治》（Politica）、《最后一刻》（Ultima oră）、《言辞》（Cuvântul）、《思维》（Gândirea）、《文学宇宙》（Universul literar）、《文学印刷机》（Tiparnița literară）、《今日》（Azi）、《阿尔杰什之声》（Cuvântul Argeșului）、《学生之声》（Cuvântul studențesc）、《日历》（Calendarul）、《桑齐亚娜》（Sânziana）和《圣像画家》（Iconar）。他属于《标准》（Criterion）杂志的圈子。
1937年，他与亚历山德鲁-克里斯蒂安·特尔（Alexandru-Christian Tell）共同出版了《卡罗尔一世的统治》（Domnia lui Carol I）。他还撰写了宣传册《青年与外交政策》（Tineretul și politica externă）（1937年；1940年再版）。他的研究《卡罗尔一世时期的罗马尼亚政治生活》（Viața politică a României sub Carol I）发表在《罗马尼亚百科全书》（Enciclopedia României）第一卷（1938年）中。
1939年，为了报复阿曼德·克利内斯库（Armand Călinescu）的遇刺事件，他在勒姆尼库瑟拉特监狱（Râmnicu Sărat Prison）被杀害。